# Fett me kärlek
Fett me kärlek är en drogfri musikfestival som inträffas årligen i Uppsala dagen då samtliga skolor i kommunen har skolavslutning. Eventet arrangeras varje år av fritidsgårdarna i Uppsala.
Fett me kärlek 2012 uppträdde Norlie & KKV, Den svenska björnstammen, Syster Sol, Dani M, Skansen, Bring Down the Beat, Attention Crew, Random Sound, Momofoko och Johanna Andrén från Musik Direkt.

## Artister/Musikgrupper

### Tidigareartisterochmusikgruppersom uppträtt har varit bland andra
- Afasi & Filthy
- Danny Saucedo
- Fattaru
- The Haunted
- In Flames
- Marit Bergman
- Markoolio
- Melody Club
- Petter
- Promoe
- Sahara Hotnights
- Movits!
- Kristian Anttila
- Slagsmålsklubben
- Soundtrack of our lives
- The Latin Kings
- Timbuktu
- Veronica Maggio
- Lazee
- Hardcore Superstar